# Orfeo (Sartorio)
Orfeo es una ópera en tres actos con música del compositor italiano Antonio Sartorio y libreto de Aurelio Aureli, basado en el mito de Orfeo y Eurídice. Se estrenó en el Teatro San Salvatore de Venecia en 1672. 
Con sus claras divisiones entre arias (de las que hay alrededor de 50) y recitativos, la obra marca una transición en estilo entre la ópera veneciana de Francesco Cavalli y la nueva forma de opera seria. Las reacciones modernas de la obra son ambivalentes, con Tim Carter describiéndolo como "un ejemplo bastante deprimente de un género con todos los síntomas de una decadencia terminal... El viaje [de Orfeo] al Hades parece casi una producción de escuela dominical... Sea o no una sátira, verdaderamente es un cuento lamentable."

## Personajes
| Personaje           | Tesitura | Reparto del estreno |
| ------------------- | -------- | ------------------- |
| Orfeo               | castrato |                     |
| Euridice (Eurídice) | soprano  |                     |
| Aristeo             | castrato |                     |
| Autonoe             | soprano  |                     |
| Chirone (Quirón)    | bajo     |                     |
| Achille (Aquiles)   | castrato |                     |
| Ercole (Hércules)   | tenor    |                     |
| Esculapio           | bajo     |                     |
| Erinda              | tenor    |                     |
| Orillo              | castrato |                     |
| Bacco (Baco)        | bajo     |                     |
| Plutón              | bajo     |                     |
| Tetide (Tetis)      | soprano  |                     |

## Sinopsis
La trama es refrescantemente más completa que en las otras versiones operísticas más familiares de la leyenda de Orfeo, aunque complicada. Aristeo es el hermano de Orfeo y también él está enamorado de Eurídice, lo que pone celoso a Orfeo. Aristeo rechaza el amor de Autonoe quien se disfraza de gitana para estar cerca de él y consigue la ayuda de Aquiles y Hércules. El celoso Orfeo planea hacer que asesinen a Eurídice en un bosque pero Eurídice muere cuando ella pisa una serpiente mientras intenta huir de Aristeo. Orfeo se marcha a los infiernos en busca de Eurídice. Plutón, gobernante del inframundo, queda impresionado con su canto y libera a Eurídice con la condición de que Orfeo no la mire antes de que alcancen la tierra de los vivos. Pero Orpheus se gira y pierde de nuevo a Eurídice. Aristeo finalmente acepta el amor de Autonoe y los dos se casan. 

## Grabaciones
- Orfeo Ellen Hargis, Suzie Le Blanc, Ann Hallenberg, Teatro Lírico, dirigida por Stephen Stubbs (Vanguard Classics, 1999)